# Карасу (приток Тоне)
Карасу  (яп. 烏川 карасу-гава) — река в Японии в регионе Канто на острове Хонсю, приток реки Тоне. Протекает по территории префектур Гумма и Сайтама.
Река берёт своё начало под горой Ханамагари на границе префектур Нагано и Гумма. Карасу течёт мимо города Такасаки, объединяется с притоками Усуи (碓氷川), Кабура (鏑川) и Канна, образует границу города Исэсаки с префектурой Сайтама и впадает в Тоне.
Длина реки составляет 61,8 км, территория её бассейна — 470 км². На территории её бассейна проживает 469 тыс. человек. 80 % бассейна реки занимают горы.
Речная вода используется для орошения рисовых полей к западу от Такасаки. В старину на реке существовало судоходство.
56 % территории поймы реки используется для спортивных площадок, 23 % занимают общественные парки.